# Hong Kong (Album)
Hong Kong ist ein Livealbum des französischen Musikers Jean-Michel Jarre. Es ist Jarres viertes Livealbum und seine insgesamt sechzehnte Albenveröffentlichung. Die höchste Chartplatzierung konnte es in Frankreich mit Platz 21 belegen. Es enthält Mitschnitte eines Konzerts vom 11. März 1994 in Hongkong, Volksrepublik China – zum Zeitpunkt des Konzerts noch britische Kronkolonie – welches von ca. 40.000 Besuchern zur Feier der Eröffnung des neuen Hong-Kong-Stadions miterlebt wurde. Die Live-Performance umfasst neben Klassikern vorangegangener Alben vor allen Dingen Stücke aus dem zuvor veröffentlichten Studioalbum Chronologie.

## Besonderheit
Das Konzert in Hongkong fand ein halbes Jahr nach Jarres Europa-Tournee statt. Es war ursprünglich geplant, das Konzert im Juni 1994 in Düsseldorf in Deutschland aufzuzeichnen. Dieses Konzert wurde jedoch abgesagt und so fasste man diverse Auftritte der Europa-Tournee und des Konzerts in Hongkong unter dem neuen Titel Hong Kong zusammen.

Zunächst erschien Hong Kong als Doppel-CD-Album mit einer Gesamtspielzeit von knapp 83 Minuten. Für die 1997 veröffentlichte Remastered-Version wurde eine Zwischenpassage ausgelassen und der Song Fishing Junks at Sunset eingekürzt um eine Spieldauer von 76 Minuten zu erreichen und somit das Album auf nur einer CD ausgeben zu können.

## Titelliste im Vergleich
|      | Doppel-CD Version (1994)             |      |      | Remastered Version (1997)            |      |
| ---- | ------------------------------------ | ---- | ---- | ------------------------------------ | ---- |
| 1-1  | Countdown                            | 1:37 | 1-1  | Countdown                            | 1:37 |
| 1-2  | Chronologie 2                        | 6:37 | 1-2  | Chronologie 2                        | 6:37 |
| 1-3  | Chronologie 3                        | 5:46 | 1-3  | Chronologie 3                        | 5:46 |
| 1-4  | How old are You?                     | 1:18 | 1-4  | How old are you?                     | 1:18 |
| 1-5  | Equinoxe 4                           | 4:45 | 1-5  | Equinoxe 4                           | 4:46 |
| 1-6  | Souvenir of China                    | 4:43 | 1-6  | Souvenir of China                    | 4:44 |
| 1-7  | Qu'est-Ce Que l'Amour                | 0:52 | 1-7  | Qu'est-Ce Que l'Amour                | 0:51 |
| 1-8  | Chronologie 6                        | 5:10 | 1-8  | Chronologie 6                        | 5:10 |
| 1-9  | Chronologie 8                        | 4:50 | 1-9  | Chronologie 8                        | 4:50 |
| 1-10 | Where are you going?                 | 0:53 | 1-10 | Where are you going?                 | 0:53 |
| 1-11 | Oxygene 4                            | 4:30 | 1-11 | Oxygene 4                            | 4:34 |
| 2-1  | Hong Kong Hostess                    | 0:34 |      |                                      |      |
| 2-2  | Fishing Junks at Sunset Pt. 1        | 6:10 |      |                                      |      |
| 2-3  | Fishing Junks at Sunset Pt. 2        | 5:32 | 1-12 | Fishing Junks at Sunset              | 5:31 |
| 2-4  | Sale of the Century                  | 1:18 | 1-13 | Sale of the Century                  | 1:18 |
| 2-5  | Digi Sequencer                       | 6:11 | 1-14 | Digi Sequencer                       | 6:07 |
| 2-6  | Magnetic Fields 2                    | 6:25 | 1-15 | Magnetic Fields 2                    | 6:31 |
| 2-7  | Band in the rain (Unplugged version) | 2:35 | 1-16 | Band in the rain (Unplugged version) | 2:27 |
| 2-8  | Rendez-vous 4                        | 6:23 | 1-17 | Rendez-vous 4                        | 6:23 |
| 2-9  | Chronologie 4                        | 6:38 | 1-18 | Chronologie 4                        | 6:35 |

## Wichtige Versionen
| Jahr | Ausgabeform | Medium | Land               | Label                 | Katalognummer             | Bemerkung                             |
| ---- | ----------- | ------ | ------------------ | --------------------- | ------------------------- | ------------------------------------- |
| 1994 | Original    | CD (2) | Frankreich         | Disques Dreyfus       | FDM 36154-2               | Erstausgabe                           |
| 1997 | Remastered  | CD     | Frankreich, Europa | Disques Dreyfus, EPIC | FDM 36161-2, EPC 488145 2 | 96 kHz/24bit Technology by Scott Hull |

## Besetzung

### Musiker
- Jean Michel Jarre – Synthesizer
- Dominique Perrier – Synthesizer
- Francis Rimbert – Keyboards
- Laurent Faucheux – Schlagzeug
- Dominique Mahut – Percussion
- Michel Valy – Bass
- Sylvain Durand – Keyboards
- Patrick Rondat – Gitarre

### Weitere Besetzung
- Miranda – Stimme der Zeit (Zwischensequenzen)
- Chuen Ying Arts Centre of Hong Kong chinesisches Orchester unter der Leitung von Cheng Chai-Man
- Hong Kong Opera Society Chor